# Saint-Michel-sur-Meurthe
Saint-Michel-sur-Meurthe là một xã thuộc tỉnh Vosges trong vùng Grand Est miền đông bắc nước Pháp.